# Ulgersmaborg (borg)
De Ulgersmaborg was een ten oosten van de stad Groningen gelegen borg.
De borg werd op loopafstand van de stad Groningen, tussen Selwerderdiepje en Noorddijk, gebouwd. Op de kaart van Frederik de Wit uit 1670 staat ten noordoosten van het "edelhuis" Ulger, de latere Ulgersmaborg ingetekend. Daarnaast ligt een "minderhuis" met de naam Schay ingetekend. De provinciekaart van Nicolaes Visscher van omstreeks 1684 geeft deze namen maar draait de locaties precies om. De borgenkaart van Theodorus Beckering uit 1781 laat ten oosten van de Ulgersmaborg een buitenplaats genaamd Zorgwijk zien.
De borg met grachten, tuinen, singels en vijvers is gedetailleerd ingetekend op de kaart van Hottinger uit 1792. Op deze kaart is te zien dat het tuinontwerp van Ulgersmaborg en dat van Zorgwijk sterk op elkaar lijken en dat bij beide tuinen de oriëntatie van de grachten en singels op het noordwesten was aangelegd.
De boerderij die na de sloop van de Ulgersmaborg op het borgterrein werd gebouwd heette Zorgwijk maar heeft geen relatie met de verdwenen buitenplaats.